# توم هنت
توم هنت (بالإنجليزية: Tom Hunt)‏ هو عسكري أمريكي، ولد في 27 مايو 1923، وتوفي في 11 نوفمبر 2008 بسبب ابيضاض الدم.

## وصلات خارجية
- توم هنت على موقع إن إن دي بي (الإنجليزية)